# Große Burgstraße 17 (Plau am See)

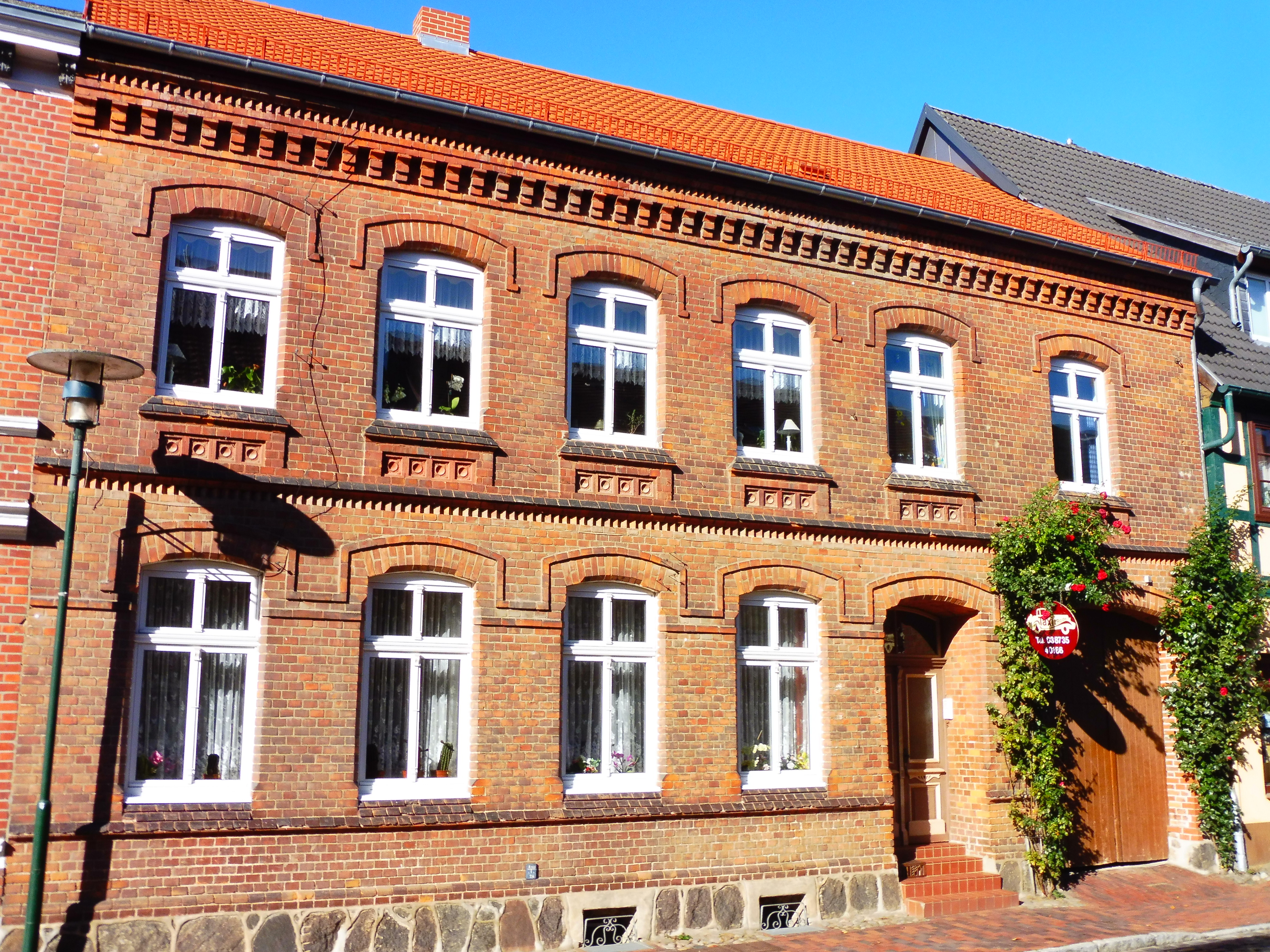

Das Wohnhaus Große Burgstraße 17 in Plau am See (Mecklenburg-Vorpommern) wurde im 19. Jahrhundert gebaut. Das Gebäude steht unter Denkmalschutz.

## Geschichte
Plau am See ist im 13. Jahrhundert entstanden und wurde 1235 erstmals als Stadt erwähnt.
Das zweigeschossige verklinkerte historisierende Gebäude mit dem dekorierten Gesims, den verzierten Segmentbögen über Tür und Fenstern, dem Felssteinsockel sowie einem Satteldach wurde in der zweiten Hälfte des 19. Jahrhunderts gebaut.
Das sanierte Haus wird auch durch Dienstleister genutzt.